# 윤빈 정려
윤빈 정려(尹彬 旌閭)는 대한민국 충청남도 공주시 탄천면  송학리에 있다. 1997년 6월 5일 공주시의 향토문화유적 제11호로 지정되었다.
윤빈(1614~1692)은 칠원윤씨 27세이며 충효공(尹桓: 문하시중) 후손이다. 충남공주에서 활약한 문신으로, 효종 원년(1650년) 고감록((古鑑錄)을 지어 상소하였고, 효종은 교서에서 고감록을 임금의 교훈으로 칭찬하고 윤빈에게 호피 1령을 하사하였다.    
윤빈 정려는 봉림대군(효종) 사부를 지낸 윤빈의 효행을 기리기 위해 1725년(영조 1)에 명정을 받아 세워졌으며, 쌀 백석을 하사 받았다고 한다. 명정 현판에 의하면, 정려는 건립된 지 60여 년 후인 1788년(정조 12)에 중수된 것으로 기록되어 있다.   
이후에도 여러 번의 중수가 있었던 것으로 보이나 관련 자료가 없어 확인할 수 없다. 최근에는 1963년과 1976년에 후손들에 의해 중수되었고, 현재의 모습은 1998년 공주시의 지원으로 새롭게 단장한 것이다.
윤빈 정려는 정면 1칸, 측면 1칸의 건물이다. 화강석 초석에 고주(高柱)가 세워져 있으며, 기둥이 약간의 배흘림이 있는 익공 계통이며, 겹처마 팔작지붕이다. 정려 외곽에는  예전 초석 4기가 있는데, 도로 안쪽은 6.5m의 규격이고 도로 쪽은 5.5m정도이다. 따라서 ㄱ자형의 건물로 추정되며, 예전 효자 윤빈 정려의 규모가 상당히 컸었음을 가늠할 수 있다. 
정려 내부의 중앙 상단에는 1788년(정조 12) 중수 때 다시 만든 ‘효자통훈대부대군사부윤빈지려숭정기원후삼무신사월일중수(孝子通訓大夫大君師傅尹彬之閭崇禎紀元後三戊申四月日重修)’라고 쓰인 현판과 해방 이후에 작성된 중수기 2기가 걸려 있다.

정기精記 향토사학자 윤경수
참고문헌)

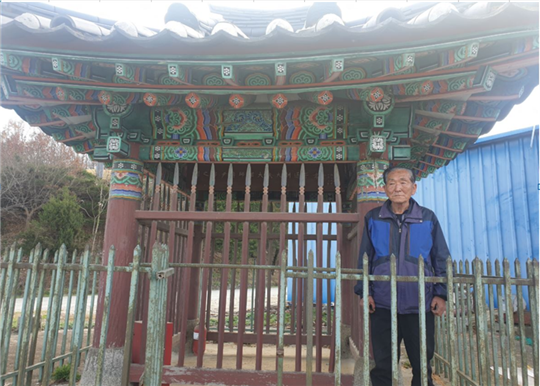
윤빈 정려와 윤정근 옹.

通訓大夫行講書院大君師傅公 尹彬 硏究(2021, 윤경수).
충남향토연구회지(2021). 칠갑문화(2021)

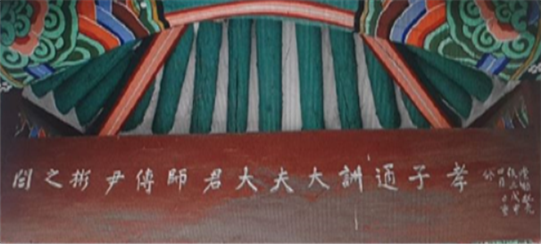